# Gare d'Ölbő-Alsószeleste
La gare d'Ölbő-Alsószeleste (en hongrois : Ölbő-Alsószeleste vasútállomás) est une halte ferroviaire hongroise, située à Szeleste.